# Onobrychis pallida
Onobrychis pallida är en ärtväxtart som beskrevs av Pierre Edmond Boissier och Karl Theodor Kotschy. Onobrychis pallida ingår i släktet esparsetter, och familjen ärtväxter. Inga underarter finns listade i Catalogue of Life.